# 邓大临
鄧大臨（?—?），一作大林，字西起，號丹丘。常熟人。
黃毓祺之門人。江陰失守後，“遍走江湖，欲得奇才劍客而友之，卒無所遇”，黃毓祺被清廷所殺，大臨號泣，贖之歸葬。後來成為道士，雲遊四海。